# Parlamento de Montenegro
O Parlamento de Montenegro (Skupština Crne Gore, ou Скупштина Црне Горе) é a sede do poder legislativo de Montenegro, o parlamento é no formato unicameral, os deputados são eleitos para mandatos de 4 anos, a quantidade de membros não é fixa, para se eleger, cada deputado precisa de, no mínimo, 6 mil votos.

## Composição partidária
| Partido | Partido                             | Ideologia                                             | Espectro        | Deputados | Status   |
| ------- | ----------------------------------- | ----------------------------------------------------- | --------------- | --------- | -------- |
|         | Partido Democrático dos Socialistas | Social-democracia                                     | Centro-esquerda | 30 / 81   | Oposição |
|         | Pelo Futuro do Montenegro           | Conservadorismo cultural Interesses étnicos sérvios   | Pega-tudo       | 27 / 81   | Governo  |
|         | Paz é a Nossa Nação                 | Centrismo                                             | Centro          | 10 / 81   | Governo  |
|         | Ação e Unidade pela Reforma         | Social-liberalismo                                    | Centro-esquerda | 4 / 81    | Governo  |
|         | Social-Democratas                   | Social-democracia                                     | Centro-esquerda | 3 / 81    | Oposição |
|         | Partido Bosníaco                    | Interesses da minoria bosníaco Conservadorismo social | Centro-direita  | 3 / 81    | Oposição |
|         | Partido Social-Democrata            | Social-democracia                                     | Centro-esquerda | 2 / 81    | Oposição |
|         | Lista Albanesa                      | Interesses da minoria albanesa Conservadorismo        | Centro-direita  | 1 / 81    | Oposição |
|         | Coligação Albanesa                  | Interesses da minoria albanesa Conservadorismo        | Centro-direita  | 1 / 81    | Oposição |